# Ruby Frost
Ruby Frost (ur. w 1984 jako Jane de Jong w Wellington) – nowozelandzka piosenkarka pop oraz autorka tekstów piosenek.
W 2009 roku Frost została zwyciężczynią ogólnonarodowego konkursu MTV 42Unheard. Podpisała również kontrakt z wytwórnią Universal Music w Nowej Zelandii. W 2013 roku była jedną z czterech jurorów w pierwszej edycji nowozelandzkiego programu muzycznego The X Factor NZ.

## Wcześniejsze single
W grudniu 2011 roku, Ruby Frost wydała swój pierwszy debiutancki singel "Moonlight" w radiu bFM, który pojawił się na 1. miejscu listy przebojów, a także znalazł się w najlepszej dziesiątce stacji radiowych przez kolejne dziesięć tygodni. Akompaniacja teledysku została wyreżyserowana przez Veronicę Crockford-Pound.
Piosenka Ruby Frost "O That I Had" (od jej debiutu, wydana własnym sumptem EPka) została zremiksowana przez nowozelandzki zespół Mt Eden w roku 2010, otrzymując ponad milion odsłon na YouTube.

## Wydania w 2012 roku

### Debiutancki album
Debiutancki album Frost "Volition" został wyprodukowany w Nowym Jorku przez amerykańskiego producenta muzycznego, Chrisa Zane'a oraz wydany 8 czerwca 2012 roku w Nowej Zelandii przez Universal Music New Zealand. Kopie fizyczne albumu przeszły wraz z abstrakcyjnymi krótkimi opowiadaniami napisanych przez Ruby. Jej album został niezwykle dobrze przyjęty.

### Single
W kwietniu 2012 roku, Ruby wydała w Nowej Zelandii singel "Water to Ice". Jej singel był odtwarzany w stacjach radiowych The Edge i ZM, a także zadebiutował na 3. miejscu w kategorii The Official New Zealand Music Chart's NZ Singles. Klip wideo do utworu został stworzony przez Joela Kefali oraz Campbella Smitha z grupy Special Problems.
Jej następny singel "Young" został wydany w Nowej Zelandii we wrześniu 2012 roku. Klip wideo do utworu został napisany przez Sama Kristofskiego. Ruby wystąpiła także w duecie muzycznym Flight of the Conchords z utworem "Feel Inside", który został wydany, aby zebrać pieniądze na cele charytatywne, a także pomóc dzieciom.
W 2013 roku Ruby została współautorką drugiego singla "The Wire", utworu, w której wystąpiła wraz z Davidem Dallasem.

## Dyskografia

### Albumy
| Rok  | Tytuł    | Szczegóły                                                                               | NZ Music Charts | NZ Music Charts |
| Rok  | Tytuł    | Szczegóły                                                                               | NZ Albums       | Albumy          |
| ---- | -------- | --------------------------------------------------------------------------------------- | --------------- | --------------- |
| 2012 | Volition | - Data wydania: 25 czerwca 2012 - Wytwórnia: Universal Music NZ - Producent: Chris Zane | 4               | 24              |

### Single
| Rok  | Singel                                  | NZ Music Charts | NZ Music Charts |
| Rok  | Singel                                  | NZ Singles      | Single          |
| ---- | --------------------------------------- | --------------- | --------------- |
| 2012 | "Water to Ice"                          | 3               |                 |
| 2012 | "Young"                                 | 6               |                 |
| 2012 | "Feel Inside (Flight Of The Conchords)" | 1               | 1               |
| 2013 | "The Wire (David Dallas)"               | 2               | 11              |